# 图什拉塔
图什拉塔（约公元前1375年前后在位）（英語：Tushratta）米坦尼国王。他嫁女于埃及法老阿蒙霍特普三世，以此加强双方联系，防御赫梯人入侵。据阿马尔奈文书记载，他还和埃及王后泰伊以及其子阿蒙霍特普四世有书信往来。当阿蒙霍特普三世病危时，图什拉塔还送他一尊尼尼微的伊什塔尔雕像，希望其能够痊愈。图什拉塔死于政变，他的儿子沙提瓦扎因宫廷斗争失败出逃，起先他计划于巴比伦避难，在被拒绝后，又流亡至赫梯。